# Случайность (песня)

А мы случайно повстречались,

Мой самый главный человек.

Благословляю ту случайность

И благодарен ей навек.

Представить страшно мне теперь,

Что я не ту открыл бы дверь;

Другой бы улицей прошёл,

Тебя не встретил, не нашёл.
«Случайность» — песня советского композитора Алексея Экимяна на стихи поэта Евгения Долматовского.
Первый исполнитель — Вадим Мулерман, также её записывали Арташес Аветян (1972), Эдуард Хиль (1974). В 1974 году свою версию записала Анна Герман; в её исполнении песня вошла в диск-гигант «Песни на стихи Евгения Долматовского» 1977 года.
Редакция «Афиша Daily» в 2015 году поставила песню на 15-е место в списке «25 лучших песен Анны Герман», отметив великолепную мелодию и аранжировку